# Fismes
Fismes è un comune francese di 5 486 abitanti situato nel dipartimento della Marna nella regione del Grand Est.
Fismes è la città natale di uno dei due padri di Asterix, Albert Uderzo.

## Storia

### Simboli
Un precedente stemma, del 1912, è scolpito sulla facciata del municipio: d'azzurro, a tre soldati, armati il primo di una spada, il secondo di una lancia e il terzo di una alabarda, il tutto d'argento.

## Società

### Evoluzione demografica
Abitanti censiti

## Amministrazione

### Gemellaggi
- Triuggio